# Władysław Długosz
Władysław Długosz (ur. 24 lipca 1864 w Krakowie, zm. 24 czerwca 1937 tamże) – senator I kadencji w II RP, poseł na Sejm Krajowy, poseł do austriackiej Rady Państwa, minister dla Galicji i długoletni prezes Krajowego Towarzystwa Naftowego, członek Rady Centralnego Związku Polskiego Przemysłu, Górnictwa, Handlu i Finansów w 1920 roku.

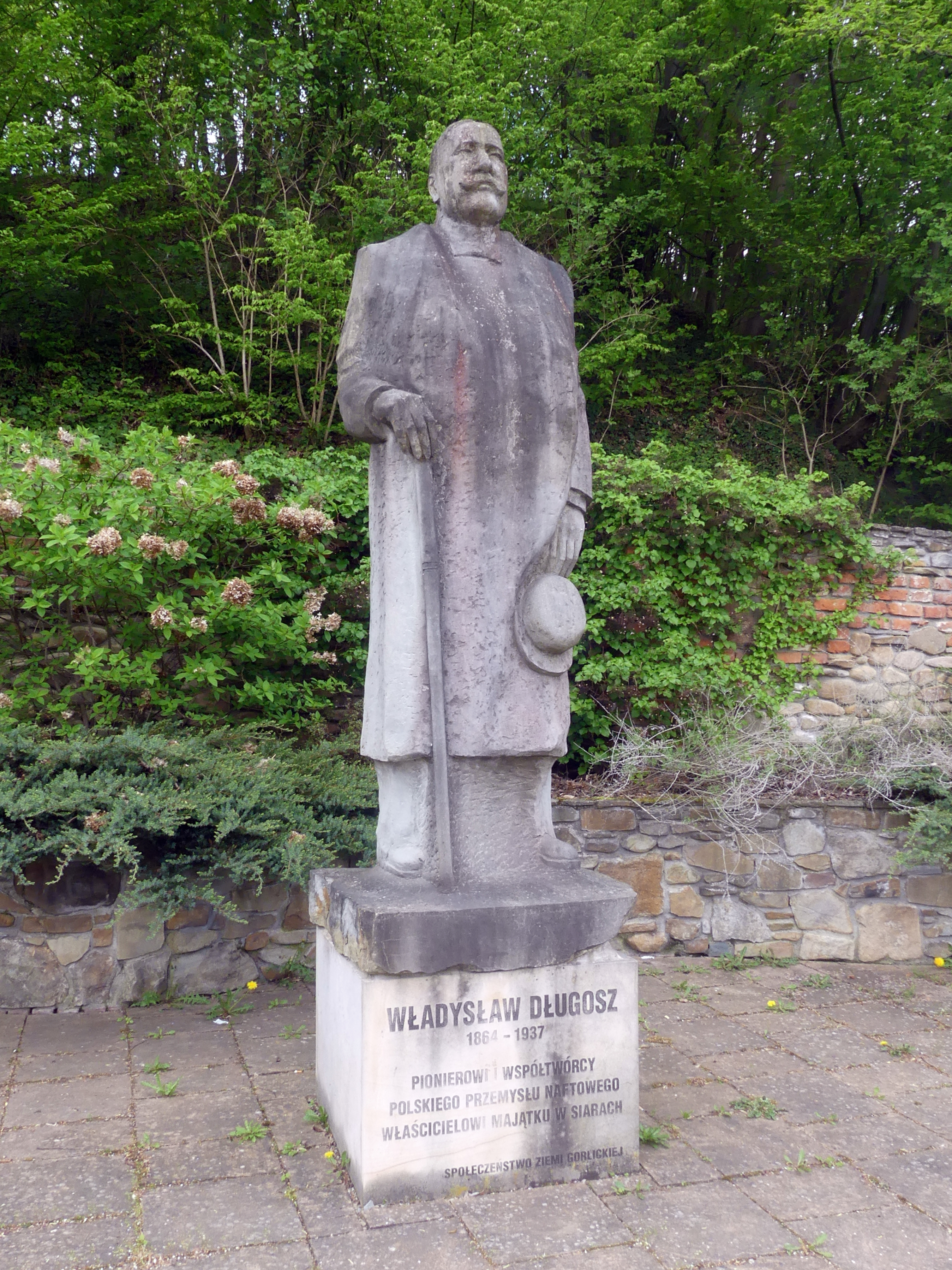
Pomnik Władysława Długosza w Sękowej

## Dzieciństwo i młodość
Urodził się w 1864 w Krakowie i po ukończeniu 6 klas Szkoły Realnej w Krakowie odbył studia techniczne w Pradze. W 1887 przyjechał do Siar, małej wsi pod Gorlicami, zmotywowany wieściami o wielkich majątkach powstających dzięki prężnie rozwijającemu się tutaj przemysłowi naftowemu. Pracował w kopalniach ropy naftowej w Siarach, Sękowej i Ropicy Górnej i w Krygu przechodząc wszystkie szczeble kariery naftowej od pomocnika kowala do kierownika kopalni. W tym czasie zetknął się z Williamem Henrym McGarveyem, który w Krygu koło Gorlic prowadził jedne z pierwszych na ziemiach polskich wiercenia systemem kanadyjskim.

## Kariera w przemyśle naftowym
Wszystko co posiadał, w 1890 zainwestował we własną kopalnię i zbankrutował. Straciwszy cały majątek, ale bogatszy o doświadczenia, zatrudnił się w firmie Mac Garveya, którą ten założył z austriackim finansistą Johanem Simenonem Bergheimem. Długosz rozpoczął poszukiwania ropy pod Borysławiem, ale bez powodzenia tak, iż w końcu Mac Garvey postanowił zamknąć kopalnię i przenieść ją w inne miejsce. Wbrew jego woli, Władysław Długosz wraz z poznanym w Siarach Janem Rączkowskim wiercił dalej, stosując przy tym, jak się potem okazało, przełomowe dla przemysłu naftowego wynalazki. W 1896 Władysław Długosz na głębokości 900 metrów dotarł do wielkich pokładów ropy, a jego szyb zaczął produkować 40 ton ropy dziennie. W ten sposób stał się odkrywcą Zagłębia Borysławskiego, co stało się przełomem w polskim przemysłem naftowym.
Po tym wydarzeniu został dyrektorem kilku kopalni MacGarveya, wrócił do Siar i ożenił się z Kamilą Dembowską, córką Władysława Dembowskiego, właściciela wsi. Świadkami na tym ślubie byli William Henry Mac Garvey i Wojciech Biechoński, burmistrz Gorlic W początkach XX wieku. Władysław Długosz był już samodzielnym przedsiębiorcą i człowiekiem niezmiernie bogatym. Odkupił od teścia Siary i postawił tam wielki pałac w stylu secesyjnym z okazałym parkiem, oranżerią i kordegardą.
Został też obdarowany przez cesarza austriackiego Wielką Wstęgą Orderu Korony Żelaznej i tytułem tajnego radcy dworu.

## Polityka
Mając duże zaplecze materialne, związał się z ruchem ludowym i rozpoczął karierę polityczną – w 1908 został posłem do Sejmu Krajowego, a w 1911 posłem do Rady Państwa w Wiedniu. W tym samym roku został ministrem ds. Galicji. W grudniu 1913 miał miejsce burzliwy zjazd Polskiego Stronnictwa Ludowego, w czasie którego doszło do otwartej walki pomiędzy zwolennikami Wincentego Witosa i lewicującego Jana Stapińskiego. Władysław Długosz był jednym z głównych stronników Witosa. Jego postawa stanowiła casus belli dla stapińszczyków. W efekcie doszło do rozłamu, a ugrupowanie Długosza i Witosa przyjęło nazwę Polskie Stronnictwo Ludowe „Piast” (od nazwy swojego organu prasowego).

### PSL „Piast”
W konsekwencji politycznej rozłamu Długosz w 1914 złożył dymisję ze stanowiska ministra ds. Galicji, ale miało to już dość ograniczone znaczenie w obliczu wybuchu I wojny św. W tym momencie stał się jednym z liderów Piasta, zapewniając partii stabilność materialną i organizacyjną, a także sprawne funkcjonowanie gazety, na którą wyłożył pieniądze. Gazeta, dzięki zarządowi i za sprawą redaktora naczelnego, Józefa Rączkowskiego z Siar, w latach wojny stał się jedną z najpoczytniejszych gazet w Cesarstwie.

### I wojna światowa
W 1914 roku jako przedstawiciel ludowców był członkiem sekcji zachodniej Naczelnego Komitetu Narodowego. Władysław Długosz zasłynął podczas wojny przede wszystkim dwoma akcjami politycznymi. Wraz z Włodzimierzem Tetmajerem, swoim kolegą klubowym, w wiedeńskim domu Długosza, 28 maja 1917 opracowali rezolucję o wolnej, niepodległej i zjednoczonej Polsce z dostępem do morza. W grudniu tego samego roku, Władysław Długosz wygłosił w austriackiej Komisji Wojskowej mowę o okrucieństwach armii austriackiej i niemieckiej dokonanych na ludności Galicji. Po wygłoszeniu tej mowy Długosza potajemnie śledził wywiad austriacki.
Był zastępcą naczelnikiem wydziału rolnictwa Polskiej Komisji Likwidacyjnej w 1918 roku.

### II Rzeczpospolita
W niepodległej Polsce Władysław Długosz nadal pozostał przemysłowcem, politykiem i społecznikiem. Już w 1917 został prezesem Krajowego Towarzystwa Naftowego, a w 1921 powierzono mu prezesurę Państwowej Rady Naftowej. W 1922 z listy PSL „Piast” wybrany został do Senatu Rzeczypospolitej Polskiej. Odszedł z polityki po zamachu stanu Józefa Piłsudskiego w 1926. 9 listopada 1931 został mu nadany Krzyż Komandorski Orderu Odrodzenia Polski. Stale rozwijał z sukcesami kopalnictwo naftowe na Ziemi Gorlickiej.

## Działalność społeczna
Władysław Długosz był aktywnym działaczem na Ziemi Gorlickiej. W latach 1909–1923 piastował funkcję marszałka Rady Powiatowej w Gorlicach. Z jego inicjatywy i często za jego pieniądze powstawały związki mleczarskie, domy ludowe, szkoły. Dla młodzieży wiejskiej uczącej się w mieście wybudował dwa internaty polski i ruski (łemkowski). Był głównym inicjatorem powstania Okręgowego Towarzystwa Rolniczego i Spółki Handlowej „Sierp”. Za jego pieniądze zbudowano „Dom Sokoła” z pierwszym kinem w Gorlicach i odbudowano zniszczony kompletnie przez Austriaków kościół pw. Św. Filipa i Jakuba. W 1910 został wybrany przewodniczącym rady nadzorczej ludowego Towarzystwa Wzajemnych Ubezpieczeń „Wisła”.
Władysław Długosz zmarł w 1937 w Krakowie. Został pochowany w rodzinnym mauzoleum w Siarach.

## Upamiętnienie
- Szkoła Podstawowa w Siarach przyjęła imię Władysława Długosza[8]
- W Sękowej postawiono pomnik[9]
- Imieniem Władysława Długosza nazwano ulicę w Gorlicach w dzielnicy Zawodzie[10].